# Mörderische Tage – Julia Durant ermittelt
Mörderische Tage – Julia Durant ermittelt ist ein deutscher Fernsehfilm von Nicolai Rohde aus dem Jahr 2019. Es handelt sich um den dritten Film der Kriminalfilmreihe Julia Durant ermittelt, die wiederum auf der Julia Durant-Kriminalromanreihe des Schriftstellers Andreas Franz basiert.
Die Erstausstrahlung erfolgte am 10. November 2019 auf Sat.1 emotions im Pay-TV, einen Tag später auf Sat.1 im Free-TV.

## Handlung
An der im Film so genannten alten Mainbrücke hängt an einem Seil eine Frauenleiche über dem Fluss. Der Strick ist als Schmetterlingsknoten gebunden und die Leiche riecht nach Rosenöl. Die Kriminalhauptkommissarin Julia Durant erkennt das Muster von Dietmar Gernot, einem Serienkiller, den sie vor Jahren verhaftet hat und der immer noch einsitzt, wieder. Sie geht davon aus, dass er trotz Inhaftierung etwas mit dem Mord zu tun hat. Der Universitätsdozent und ein guter Freund von Durant Dr. Thomas Holzer, der Durant und ihr Team bei den Ermittlungen unterstützt, geht jedoch von einem Nachahmer aus. 
Als kurze Zeit später eine Vermisste wieder auftaucht, erhoffen sich Durant und ihr Team eine vielversprechende Spur. Doch die junge Frau ist nicht ansprechbar, sondern vollkommen verstört und stirbt nach einem Kollaps ihres Nervensystems. Weiße Folter, eine Psycho-Folter ohne körperliche Verletzungen, sei die Todesursache. Nachdem noch eine Lektorin verschwindet, nährt sich in Julia Durant ein Verdacht, dass sie womöglich der Grund für die Entführungsserie sei. Sie entdeckt, dass ihre Psychotherapeutin ein Bindeglied zu dem Opfer ist. Der Serientäter legt absichtlich Spuren um Julia Durant in seine Gewalt zu bringen, so sucht er zum Beispiel einen katholischen Priester im Beichtstuhl auf, der die Lektorin liebt und gibt diesem die Telefonnummer von Julia Durant.
Der Täter entführt Julia Durant und bringt sie in ein Versteck in der Staustufe Offenbach, wo sie auf die entführte Lektorin trifft. Die Lektorin wird von dem Täter freigelassen und taucht wenig später in der Kirche wieder auf, in der der katholische Priester tätig ist. Julia Durant wird mit dem Täter Dr. Thomas Holzer konfrontiert, der sie in einer Art Aquarium ertränken will. Um sie psychisch zu brechen, hat er ihre Psychotherapie-Akte in seinen Besitz gebracht, was von ihren Kollegen Markus Schulz und Felix Dombrowski entdeckt wird. Sie wird jedoch rechtzeitig von ihren beiden Kollegen gerettet. Sie stellt Dr. Thomas Holzer in einer Vorlesung, der dort von den beiden Kollegen verhaftet wird.

## Produktion
Produziert wurde der Krimi-Thriller von Andreas Bareiss und Sabine de Mardt durch die Gaumont GmbH unter der Beteiligung von Sat.1 (Redaktion: Patrick Noel Simon). Für das Casting war Mai Seck zuständig.
Das Drehbuch von Andreas Bareiss und Kai-Uwe Hasenheit basiert auf dem Kriminalroman Mörderische Tage des deutschen Schriftstellers Andreas Franz. Der Roman stellt den elften Band der Julia-Durant-Reihe dar und erschien erstmals 2009 beim Verlag Knaur.
Die Dreharbeiten unter der Regie von Nicolai Rohde fanden zusammen mit den Dreharbeiten des zweiten Films Kaltes Blut vom 28. Mai bis zum 25. Juli 2019 hauptsächlich in Frankfurt am Main und Umgebung statt. Während Anja Niehaus für das Kostüm zuständig war, zeichnete Holger Sebastian Müller für das Szenenbild verantwortlich. Federführend für die Maske war Andrea Hasenstab, Henner Besuch fungierte als Kameramann, Verena Herzog war für den Schnitt und Thomas Klemm für die Musik zuständig.

## Rezeption

### Kritik
Für Tilmann P. Gangloff sei der Thriller packend inszeniert worden. Der Thriller münde in ein Finale, wie es in dieser Intensität für in einen deutschen Fernsehfilm Seltenheitswert hat. Erneut lobt Gangloff die Wahl Sandra Borgmann als Julia Durant. Sie verkörpere die Hauptrolle mit einer reizvollen Mischung aus Verletztheit und Stärke. Die Identifikation mit der Hauptfigur sei eine völlig andere als in konventionellen Ermittler-Krimis und rücke den Film wieder näher an den Auftaktsfilm (Jung, blond, tot) der Reihe. Außerdem kritisiert Gangloff abermals, dass die Figur des Kommissars Markus Schulz, wie in den beiden vorherigen Filmen, nicht in das Ensemble passe. Guido Broscheit, der Schulz verkörpert, verdiene ein besseres Spielmaterial.
In der Programmzeitschrift TV Spielfilm wird der Film als „stylish entrücktes Psychokrimiduell“ bewertet. Der Filme setze wie die vorherigen Filme auf coole Looks, trage aber auch dick auf. Borgmann als Kommissarin sei allerdings Bombe.

### Einschaltquote
Die Free-TV-Ausstrahlung auf Sat.1 am 11. November 2019 erreichte 1,45 Millionen Zuschauer, was einem Marktanteil von 4,8 Prozent entsprach. Aus der werberelevanten Zielgruppe der 14- bis 49-Jährigen stammten 0,49 Millionen Zuschauer. Dies entsprach 5,3 Prozent Marktanteil.

## Trivia

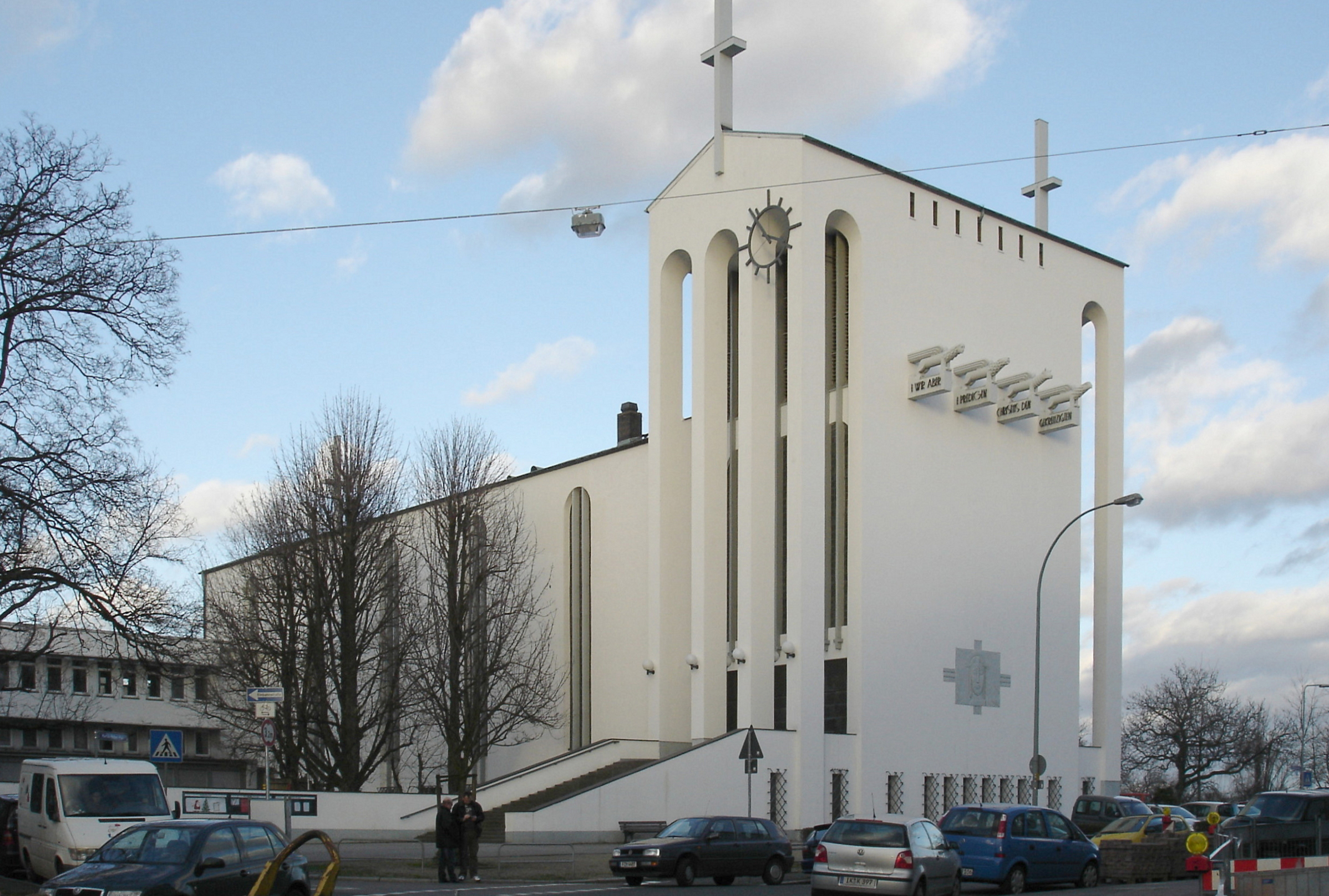
Heilig-Kreuz-Kirche in Frankfurt-Bornheim

Einige Szenen wurden in und vor der Heilig-Kreuz-Kirche des Heilig-Kreuz – Zentrums für christliche Meditation und Spiritualität des Bistums Limburg in Frankfurt-Bornheim am Bornheimer Hang gefilmt. Für die Dreharbeiten wurden vom Filmteam im Kircheninneren Stühle mit schwarzen Sitzflächen und Lehnen sowie ein eigens angefertigter Beichtstuhl, der Designelemente und Farbgestaltung von Türen der Kirche aufnimmt, aufgestellt. Weitere Szenen wurden vor der Kirche auf der großen Freitreppe gedreht. Zu sehen sind im Kircheninneren beispielsweise das Wandgemälde einer Grabesszene im Eingangsbereich, die Orgel und der Beichtstuhl als Filmkulisse. Mehrere Male sind auch die Freitreppe und die Häuser der Siedlung Bornheimer Hang gegenüber in der Ortenberger Straße zu sehen. Außerdem wurden Drohnenaufnahmen des Turmgebäudes verwendet.